# Retaule del Centenar de la Ploma
El Retaule del centenar de la ploma és un retaule d'estil gòtic internacional de grans dimensions realitzat al voltant de 1400 per Andreu Marçal de Sax i Miquel Alcanyís per encàrrec de la companyia del Centenar de la Ploma, la peça central del qual simbolitza la batalla del Puig que va tenir lloc el 1237. Actualment, i arran de l'adquisició feta l'any 1864, l'obra es troba al Victoria and Albert Museum de Londres.

## Context
El 1237, durant la conquesta del regne de València, Jaume I havia aconseguit el control de la fortificació del castell del Puig. Amb les sues tropes debilitades a causa de les conquestes, va rebre l'avís d'un contraatac per part de les forces musulmanes, d'aquesta manera va marxar cap a l'Aragó per reunir més tropes, deixant al càrrec a Guillem Aguiló. En la seua ausència, el rei musulmà Zayyan ibn Mardanix va atacar la fortificació. Durant la batalla, mentres part de les seues tropes lluitaven contra els musulmans, Guillem Aguiló va avançar des de darrere del puig fent sonar nombroses trompetes i portant banderes extretes de naus properes, amb el penó reial al capdavant, fent creure als musulmans que es tractava de Jaume I arribant amb un exèrcit. Segons la Crònica de Bernat Desclot, en aquest moment va aparèixer Sant Jordi amb el seu propi exèrcit de cavallers, permetent al cristians guanyar la batalla.

## Història
El 3 de juny de 1365, Pere el Cerimoniós va crear la milícia del Centenar de la Ploma, anomenada inicialment Centenar del Gloriós Sant Jordi. Després que el 27 de maig de 1401 es va consagrar l'Església de Sant Jordi a València, el Centenar va encarregar un retaule per a aquesta església, que es va realitzar en algun moment entre 1400 i 1420. Per les seues dimensions i complexitat, l'obra probablement va contar amb diversos autors, principalment Marçal de Sax i Miquel Alcanyís, però també molt probablement Johan Utuvert i Gonçal Peris.
El 1740 el retaule encara es trobava a l'església, però aquesta va ser enderrocada el 1807 i es va perdre la pista del retaule fins que va aparèixer a París el 1864, desmuntat en diverses peces. Després d'un temps de negociació el retaule va ser comprat pel museu South Kensington de Londres per 800 lliures o 20.000 francs, un preu elevat per a una obra d'aquestes característiques en aquell moment. Des de llavors, el retaule ha estat exposat en aquell museu, ara anomenat Victoria and Albert Museum.
L'any 2010 s'iniciaren negociacions amb el museu londinenc per a un retorn temporal del retaule a València, però finalment no van prosperar.
El 2019 la predel·la del retaule, la part més necessitada d'una restauració, va arribar al Museu de Belles arts de València per ser restaurada i analitzada, hi va romandre exposada entre el 2020 i el 2021. La restauració es va estendre durant un any i mig i va permetre recuperar els colors i la lluminositat originals.

## Característiques
El retaule mesura 6,6 metres d'alçada i 5,5 d'amplaria i està format per cinc carrers, entre els quals el central destaca per ser el més alt i ample. La técnica emprada és tremp sobre fusta i el seu estil és gòtic internacional.
Els carrers dels costats narren la llegenda de Sant Jordi a través de 16 escenes: la primera escena mostra àngels vestint a Sant Jordi amb la seua armadura, la segona mostra la vila sent atemorida pel drac i la població oferint-li animals i persones per alimentar-lo, en la tercera Sant Jordi es troba amb el rei i és demanat salvar a la princesa, la quarta és el sant passetjant el drac ara domesticat i submís, la quinta escena representa el baptisme de la cort reial després d'aquest esdeveniment, la sisena ecena mostra al sant denunciant al governador romà la devoció a símbols pagans, fet que provoca la seua crucifixió en l'escena següent, en la vuitena continua el seu martiri mitjançant enverinament, i en la novena es veu com li obrin els budells per plenar-los de sal, la decena escena mostra a Jesús apareixent de nit per confortar a Sant Jordi, les escenes 11 i 12 el mostren sent torturat amb dues rodes i serrat per la meitat, en la 13 l'introdueixen en plom fos, la 14 mostra els seus captors oferint-li que es rendira i acceptara els seus deus, front la seua negativa es arrossegat nu pel carrer en l'escena 15 i decapitat en la 16. El moment en què el sant venç el drac apareix en l'escena inferior del carrer central, amb la princesa observant en el fons. L'escena superior a aquesta és la que mostra la batalla del Puig, els dos principals personatges són Jaume I matant a Zayyan (tot i que Jaume I no va estar present a la batalla ni es va enfrontar amb el rei musulmà) i Sant Jordi. El rei Jaume i el seu cavall vesteixen amb els colors de la senyera reial, mentre que Sant Jordi ho fa amb la vestimenta del Centenar de la Ploma. Al fons es veu la resta de cavallers arribant a la batalla portant diverses banderes, entre aquestes el penó reial i una bandera amb una àguila amb les ales obertes pròpia de Guillem d'Aguiló. L'escena central superior mostra una imatge de la Mare de Déu de la Llet envoltada d'àngels. Cadascun dels carrers laterals està encapçalat per un dels evangelistes, mentre que el central l'encapçala Crist. En els entrecarrers es troben vint-i-cinc profetes i al guardapols o polsera els dotze apostols, en la part superior central del guardapols apareix el colom de l'Esperit Sant, amb la creu de Sant Jordi a un costat i una ballesta a l'altre, en referència a la milicia del Centenar de la Ploma que va pagar el retaule. Finalment, a la base es troba la predel·la, on es representen deu escenes de la Passió: l'Oració a l'Hort, la Traïció, Prendiment, Flagel·lació, trobada amb el Caifàs, el Camí al Calvari amb la creu, Crucifixió, Davallament, Lamentació, i Resurrecció, les escenes laterals estan parcialment retallades i al centre hi ha un espai on probablement es situava el tabernacle.

## Galeria

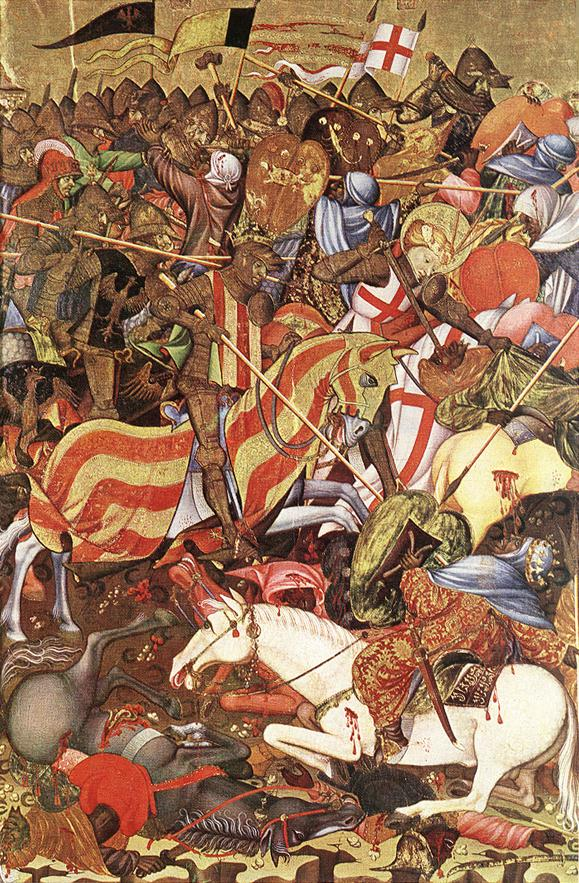
Escena central que representa la Batalla del Puig
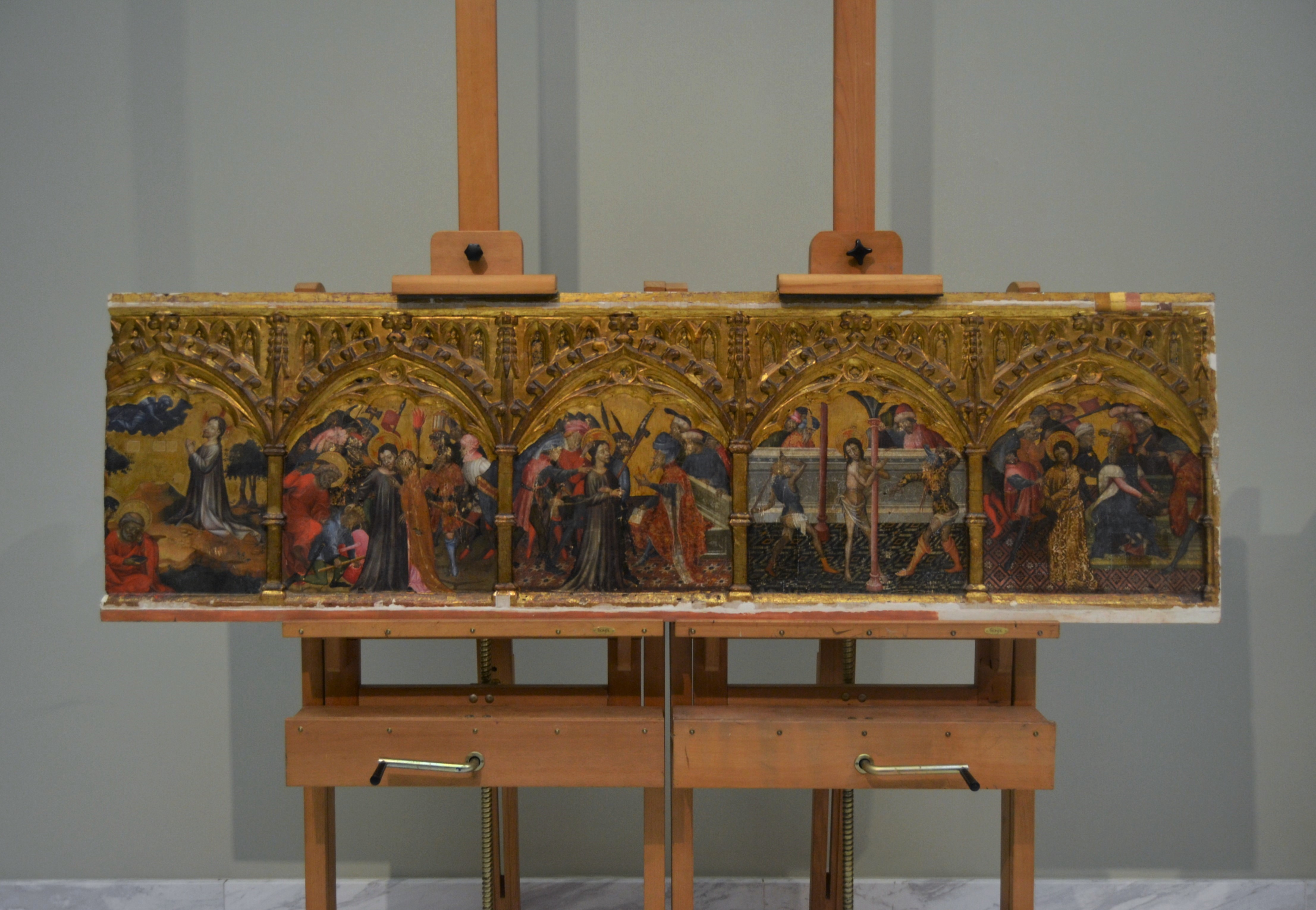
Part esquerra de la predel·la
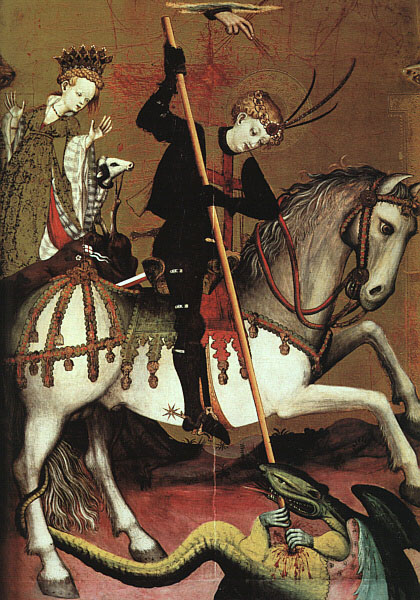
Escena central inferior que representa a Sant Jordi vencent el drac
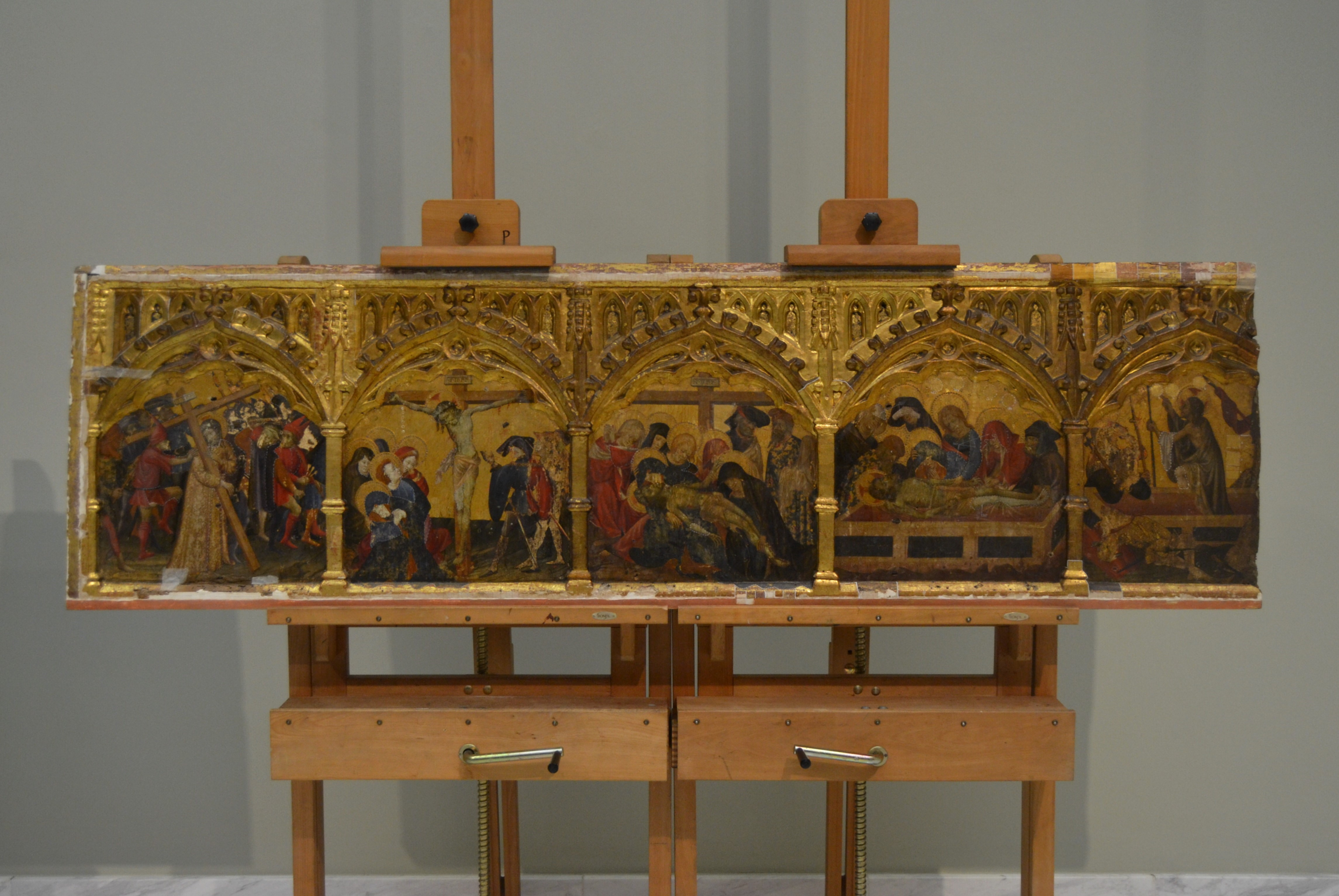
Part dreta de la predel·la
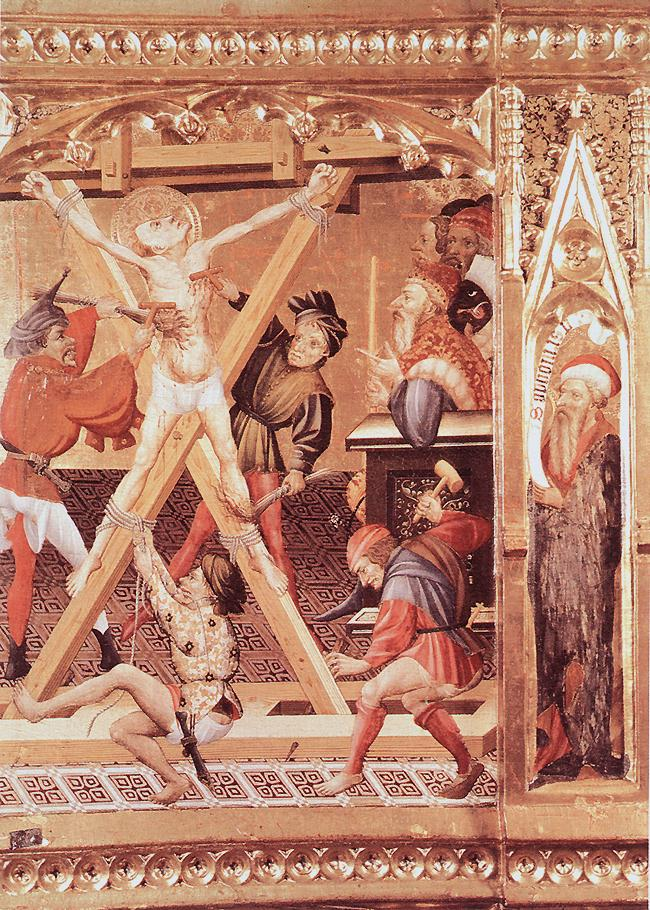
Detall de la crucifixió de Sant Jordi